# Swetlana Issaakowna Masowezkaja
Swetlana Issaakowna Masowezkaja (russisch Светлана Исааковна Мазовецкая, hebräisch סבטלנה מזובצקיה; * 22. August 1925 in Kostroma, Sowjetunion; † 2. Juni 2014 in Israel) war eine sowjetische bzw. israelische Schauspielerin, Synchronsprecherin, Schauspiellehrerin und Radiosprecherin.

## Herkunft und Laufbahn
Swetlana Masowezkaja war die Tochter der Hausfrau Riwa Grigorjewna Masowezkaja und des Geschichtslehres Issaak Dawydowitsch Masowezki. Ein Jahr nach ihrer Geburt zog die Familie von  Kostroma nach Leningrad. Masowezkaja, ihre Mutter und ihre jüngere Schwester wurden 1942 nach Krasnojarsk evakuiert, wo sie die Schule abschloss. 1945 kehrte Masowezkaja nach Leningrad zurück und ließ sich am Leningrader Theaterinstitut „A. N. Ostrowski“, wo Tatjana Soinikowa ihre Lehrerin war, zur Schauspielerin ausbilden. Anschließend trat sie beim örtlichen Komsomol-Theater auf, u. a. in einer Adaption von Iwan Popows Семья (Semja). 1953 wechselte sie zum Theater der Baltischen Flotte, zog jedoch nur ein Jahr später nach Murmansk, wohin ihr Ehemann aus beruflichen Gründen versetzt wurde. Dort trat Masowezkaja am Theater der Nordflotte auf, ehe sie 1961 an das Leningrader Staatstheater der Kinodarsteller wechselte und dort bis 1961 sowie von 1969 bis 1974 auftrat. In der Zwischenzeit stand sie auf der Bühne des Lensowjet-Theaters.
Ihre Filmlaufbahn begann Masowezkaja mit dem 1957 uraufgeführten Kinderfilm Девочка и крокодил (Dewotschka u krokodil). Wie auch die meisten ihrer späteren Filme wurde das Werk von Lenfilm produziert. Sie trat ausschließlich als Nebendarstellerin in Erscheinung, spielte jedoch unter der Regie bekannter Persönlichkeiten wie Iossif Cheifiz, Nadeschda Koschewerowa und Nikolai Lebedew. Vereinzelt trat Masowezkaja auch als Synchronsprecherin in Erscheinung, u. a. für die russischsprachige Fassung von Die Premiere fällt aus (1959). Im Anschluss an ihre Übersiedlung nach Israel 1974 war sie nur noch einmal vor der Kamera zu sehen, nämlich als Schneiderin in Michal Bat-Adams Drama Vor dem Abgrund (1980). Sie arbeitete außerdem für Kol Israel, gab Schauspielunterricht und trat am Theater von Nina Michoels, am Kammertheater von Tel Aviv sowie bei Konzerten auf.

## Privates
Masowezkaja war mit dem Chirurgen Awid Aronowitsch Rosenson (1921–2000) verheiratet, 1950 kam ihr Sohn Alexander zur Welt. Auf dessen Drängen hin wanderte die Familie 1974 nach Israel aus. Ab den späten 1980er Jahren reiste Masowezkaja wieder regelmäßig in ihre alte Heimat. Sie starb 88-jährig nach langer Krankheit und wurde nahe Rechovot beigesetzt.
Alexander Rosenson arbeitete zunächst auch am Theater, wechselte aber später zum Profisport. Er leitet heute in Israel eine eigene Judoschule.

## Filmografie (Auswahl)
- 1958: In den Tagen des Oktober (W dni Oktjabrja)
- 1958: Daß es dich gibt… (Dorogoi moi tschelowek)
- 1959: Eine Stadt in Alarm (W troich rukach schisn)
- 1960: Die Dame mit dem Hündchen (Dama s sobatschkoi)
- 1963: Die leibeigene Schauspielerin (Krepostnaja aktrisa)
- 1971: Тень (Ten)
- 1974: Царевич Проша (Zarewitsch Proscha)
- 1980: Vor dem Abgrund (Al Hevel Dak)